# Liste der Monuments historiques in Gourhel
Die Liste der Monuments historiques in Gourhel führt die Monuments historiques in der französischen Gemeinde Gourhel auf.

## Liste der Bauwerke
| Bezeichnung                    | Beschreibung | Standort                   | Kennzeichnung | Schutzstatus | Datum | Bild           |
| ------------------------------ | ------------ | -------------------------- | ------------- | ------------ | ----- | -------------- |
| Manoir de la Cour (Herrenhaus) |              | 6, rue Saint-Samson (Lage) | PA00091204    | Inscrit      | 1991  | weitere Bilder |

## Liste der Objekte
- Monuments historiques (Objekte) in Gourhel in der Base Palissy des französischen Kultusministeriums